# 维勒穆斯托苏
维勒穆斯托苏（法語：Villemoustaussou，法語發音：[vilmustosu] ⓘ）是法国奥德省的一个市镇，位于该省中部偏西，属于卡尔卡松区。维勒穆斯托苏是卡尔卡松城市社区的一部分，位于卡尔卡松市区以北。

## 地理
维勒穆斯托苏（43°15'8"N, 2°21'53"E）面积11.94 平方千米，位于法国奧克西塔尼大區奥德省，该省份为法国南部沿海省份，北起塔恩省，西北接上加龙省，西接阿列日省，南至东比利牛斯省，东临地中海，东北与埃罗省接壤。
与维勒穆斯托苏接壤的市镇（或旧市镇、城区）包括：卡尔卡松、奥尔比耶勒河畔孔克、佩诺捷、维拉利耶、维勒迪贝尔、维勒加扬克。

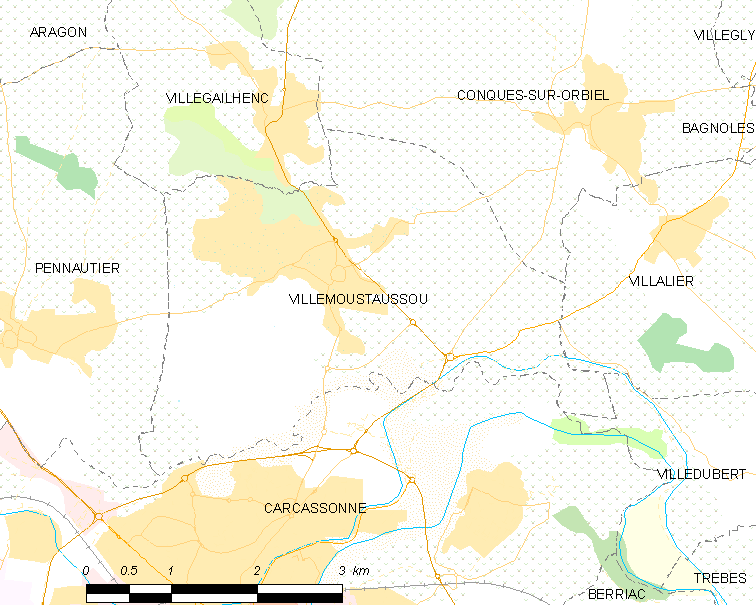
维勒穆斯托苏的OSM定位图

维勒穆斯托苏的时区为UTC+01:00、UTC+02:00（夏令时）。

## 行政
维勒穆斯托苏的邮政编码为11620，INSEE市镇编码为11429。

## 政治
维勒穆斯托苏所属的省级选区为奥尔比耶勒河谷县。

## 人口

1962-2008年间维勒穆斯托苏人口变化图示

维勒穆斯托苏于2022年1月1日时的人口数量为4434人。